# Paul Wever
Paul Wever (* 28. Januar 1893 in Langenberg bei Wörth am Rhein; † 11. August 1944 in Aix-en-Provence) war ein deutscher Vizeadmiral der Kriegsmarine im Zweiten Weltkrieg.

## Karriere

### Kaiserliche Marine und Erster Weltkrieg
Wever trat am 1. April 1912 als Seekadett in die Kaiserliche Marine (Crew 12) ein. Er absolvierte die Grundausbildung und anschließend die Basisausbildung bis zum 11. März 1913 auf dem als Schulschiff genutzten Großen Kreuzer Hansa. Am 12. April 1913 wurde er zum Fähnrich zur See ernannt. Daraufhin kam er zur weiteren Ausbildung an die Marineschule in Flensburg-Mürwik und absolvierte ab dem 1. April 1914 spezielle Kurse in Artillerie-, Infanterie- und Torpedowesen. Die Schulungen wurden durch den Ausbruch des Ersten Weltkriegs abgebrochen und Wever versah ab dem 2. August 1914 Dienst auf dem Kleinen Kreuzer Stuttgart. Am 25. März 1915 wurde er zum Leutnant zur See befördert und ab dem 16. Dezember 1916 auf dem Kleinen Kreuzer Emden verwendet, der sich zu dieser Zeit noch in der Erprobung befand. Im September 1917 nahm er dann am U-Bootausbildung an der U-Bootschule in Neustadt in Holstein teil, bevor er im Dezember 1917 als Wachoffizier auf das U-Boot UC 52 versetzt wurde. Am 25. Dezember 1917 erfolgte die Beförderung zum Oberleutnant. In dieser Dienststellung verblieb Wever bis in den Oktober 1918. Danach tat er Dienst als Ausbilder für Wasserbombenangriffe auf getauchte U-Boote auf dem Hilfsschiff Meteor.

### Reichsmarine und Kriegsmarine
Auf der Meteor blieb Wever über das Kriegsende hinaus bis Dezember 1918 und wurde anschließend beurlaubt. Vom 3. Juni 1920 bis zum 31. März 1922 wurde er dann als Flaggleutnant im Stab des Befehlshabers der Ostseestreitkräfte eingesetzt. In diese Dienstzeit fiel die Beförderung zum Kapitänleutnant am 1. September 1922. Anschließend diente er bis zum 22. Dezember 1923 als Torpedo-Offizier auf dem Kleinen Kreuzer Thetis und war danach bis zum 5. Oktober 1927 Adjutant und Referent bei der Inspektion des Torpedo- und Minenwesens. Danach folgte die Admiralstabsausbildung bis zum 23. März 1929. Anschließend wurde Wever kurzzeitig zur Verfügung des Chefs der Marinestation der Ostsee gestellt. Ab dem 17. April 1929 versah er dann Dienst als Navigationsoffizier auf dem Leichten Kreuzer Königsberg und wurde in dieser Dienststellung am 1. Oktober 1930 zum Korvettenkapitän befördert. 1931 war er im Reichswehrministerium in Berlin, dort sowohl dem Stab des Chefs der Marineleitung als auch der Flottenabteilung zugeordnet. Am 1. Januar 1931 wurde er von dort aus kurzfristig als Marineattaché nach Spanien entsandt, obwohl für diesen Einsatz ursprünglich zwei andere Marineoffiziere vorgesehen waren. Nach nur sechs Monaten, als nach dem Sieg der Republikaner (Spanien) der spanische König Alfons XIII. (1886–1941) ins Exil ging, musste er das Land wieder verlassen. Am 17. Januar 1933 erfolgte seine Kommandierung als Marineattaché an die deutschen diplomatischen Vertretungen in Paris, Lissabon und Madrid mit Dienstsitz in Paris. An allen drei Missionen war er seit 1920 wieder der erste Marineattaché vor Ort und musste in recht kurzer Zeit für das jeweilige Büro des Marineattachés in den einzelnen Ländern die geeigneten Arbeitsbedingungen und Arbeitskontakte herstellen. Vor allem in Frankreich und Portugal gab es 1933 sehr starke Bedenken und Unsicherheiten, wie man politisch mit dem Aufstieg des Nationalsozialismus in Deutschland umgehen sollte. Lediglich in Spanien sahen die regierenden Kreise um General Franco durch die militärische Zusammenarbeit mit Deutschland bei der Zerschlagung der spanischen Republik ab 1936 das neue Herrschaftssystem in Deutschland als möglichen Bündnispartner bei der zukünftigen Neuaufteilung Europas. Am 1. Januar 1936 erfolgte seine Beförderung zum Fregattenkapitän. Mit Ablauf der obligatorischen Dienstzeit von drei Jahren als Marineattaché wurde Wever am 18. März 1936 von seinem Nachfolger Joachim Lietzmann (1894–1959) an allen drei Standorten abgelöst.
Nach seiner Rückkehr nach Deutschland diente Wever als Erster Offizier auf dem Panzerschiff Admiral Graf Spee und wurde in dieser Zeit am 1. April 1937 zum Kapitän zur See ernannt. Ab dem 31. Mai 1937 inspizierte er als Chef des Stabes das Torpedo- und Minenwesen und war zwischen dem 19. Juli und dem 17. August 1937 auch stellvertretender Inspekteur der Inspektion des Bildungswesens. Ab dem 15. Juni 1938 übernahm Wever das Kommando über den Leichten Kreuzer Emden und stand anschließend ab dem 6. Mai 1939 zur Verfügung des Kommandierenden Admirals der Marinestation der Nordsee.
Ab dem 23. August über den Beginn des Zweiten Weltkriegs hinaus bis zum 4. Dezember 1939 war Wever Chef des Stabes des Marinegruppenkommandos West. Anschließend war er vom 1. Januar bis zum 21. Juni 1940 als Chef der Abteilung Marinenachrichtenauswertung (3/Skl) im Oberkommando der Marine tätig und vom 22. Juni 1940 bis zum 15. Januar 1943 Marinechef der Deutschen Waffenstillstandskommission für Frankreich in Wiesbaden. Am 1. September 1941 wurde er zum Konteradmiral befördert. Ab dem 16. Januar wurde Wever zur Verfügung des Kommandeurs der Marinegruppe West gestellt und schließlich am 2. September 1943 zum Kommandierenden Admiral der französischen Südküste ernannt und wurde als solcher am 1. Oktober 1943 noch zum Vizeadmiral befördert. Am 11. August 1944 schied Wever in Aix-en-Provence an der französischen Mittelmeerküste durch Selbsttötung aus dem Leben.